# Liberale Partei (Japan, 1890–1898)
Die Liberale Partei (自由党, Jiyūtō, englisch Liberal Party) war eine liberale politische Partei im Japanischen Kaiserreich.

## Geschichte
Die Partei wurde im August 1890 von 130 Abgeordneten des Repräsentantenhauses gegründet, die im Juli gewählt worden waren. Gegründet wurde sie ursprünglich als Konstitutionelle Liberale Partei (立憲自由党, Rikken Jiyūtō). Es handelte sich um eine Fusion der Aikoku Kōtō, Daidō Club und Daidō Kyōwakai, die sich mit mehreren lokalen Parteien zusammengeschlossen hatten. Die Leitung der Partei übernahm zunächst Itagaki Taisuke. Dieser hatte 1881 die ursprüngliche Liberale Partei gegründet. Im März 1891 wurde die Konstitutionelle Liberale Partei dann in "Liberale Partei" umbenannt. Nachdem es Streitigkeiten zwischen Hoshi Tōru und Ōi Kentarō gab, verlor die Partei im Mai 1891 mehrere Abgeordnete. Da sich die Kantō Faktion von Ōi Kentarō Kantō abspaltete, um die Östliche Liberale Partei (東洋自由党, Tōyō Jiyūtō, englisch Eastern Liberal Party) zu gründen. Obwohl sie die größte Partei war, war sie nicht an der Regierung beteiligt. 1891 schloss sie sich mit Konstitutionellen Reformerpartei (立憲改進党, Rikken Kaishintō, englisch Constitutional Reform Party) zusammen, um die Versuche zur Erhöhung der Grundsteuer zu verhindern.
Bei den Wahlen von 1892 wurde erlangten sie auf lediglich 94 Parlamentssitze. Im Dezember 1893 verloren sie weitere Sitze durch eine Abspaltung von 14 Abgeordneten, die die Mitdenker Vereinigung (同志政社, Dōshi Seisha) gründeten. Dies geschah als Reaktion auf die Amtsenthebung von Parteichef Hoshi Tōru wegen Korruption. Bei den Wahlen im März 1894 konnte die Partei wieder 26 Sitze gewann und kam auf 120 Sitze. Trotzdem fanden im September dieses Jahres vorgezogene Wahlen statt, bei denen die Partei auf 107 Sitze reduziert wurde. Im April 1896 schloss sich die Liberale Partei Itō Hirobumis Regierung an und der Parteivorsitzende Itagaki Taisuke wurde zum Innenminister ernannt.
Nachdem die Partei bei den Wahlen im März 1898 weitere zwei Sitze verloren hatte, fusionierte sie im Juni 1898 mit Shimpotō zur Kenseitō.